# 467 Laura
467 Laura (1901 FY) este un asteroid din centura principală descoperit pe 9 ianuarie 1901 de către Max Wolf, la Observatorul  Königstuhl, de lângă Heidelberg.  

## Denumire
Probabil, numele asteroidului provine de la un personaj din opera „La Gioconda” de Amilcare Ponchielli.

## Descriere
Asteroidul 467 Laura, cu diametrul mediu de circa 41,96 km, prezintă o orbită caracterizată de o semiaxă majoră egală cu 2,9423953 UA și de o excentricitate de 0,1123761, înclinată cu 6,45046° față de ecliptică.